# Frank Ripploh
 (août 2025).
Si vous disposez d'ouvrages ou d'articles de référence ou si vous connaissez des sites web de qualité traitant du thème abordé ici, merci de compléter l'article en donnant les références utiles à sa vérifiabilité et en les liant à la section « Notes et références ».
En pratique : Quelles sources sont attendues ? Comment ajouter mes sources ?
Frank Ripploh', né le 2 septembre 1949 à Rheine (Allemagne de l'Ouest) où il est mort le 24 juin 2002, est un acteur et réalisateur allemand, célèbre pour son film Taxi zum Klo.

## Biographie
Frank Ripploh fait des études de philosophie à Münster avant de devenir enseignant en allemand et en anglais en 1972 à Berlin-Ouest.
Au milieu des années 1970, il travaille aux côtés de Rosa von Praunheim, et joue dans ses films sous le pseudonyme de « Peggy von Schnottgenberg », rejoignant la scène underground LGBT berlinoise.
Frank Ripploh s'est d'abord fait connaître en Allemagne pour avoir fait la couverture en 1978 du magazine Stern, titrant sous sa photo « Ich bin schwul » [« je suis gay »] en tant qu'enseignant ouvertement homosexuel, à une époque où il était menacé d'exclusion par l'établissement où il enseignait à Berlin-Neukölln. Il fut exclu définitivement aux prétextes qu'il souffrait d'une hypertension hépatique,.
En 1978, il se fait également remarquer à Berlin avec un diaporama intitulé Blutsturz oder wie ein Stern in der Nacht (« Hématome ou Comme une étoile dans la nuit »), projeté pendant plusieurs semaines au cinéma d'art et d'essai Capitol Dahlem. En 1979, il tient un petit rôle dans Execution – A Study of Mary (« Exécution – Une étude de Marie ») d'Elfi Mikesch.
Deux ans plus tard, il réalise son premier long-métrage, Taxi zum Klo, un film autobiographique produit avec un budget de 100 000 deutschemarks, qui reçoit le prix Max Ophuls en 1981.
En 1982, il joue un légionnaire dans Querelle, le dernier film de Rainer Werner Fassbinder, et apparaît également à ses côtés dans le thriller de science-fiction Kamikaze 1989, où il joue un petit rôle de gangster. En 1986, il réalise avec Miko (Petra Mikolajczak, dit) le film semi-biographique Miko – Du caniveau aux étoiles.
En 1987, il réalise Taxi nach Kairo, la suite de Taxi zum Klo, mais le film, non distribué, ne rencontre pas de succès.
De 1992 à 1994, il écrit des critiques de films, des portraits de réalisateurs et des interviews en tant que collaborateur indépendant pour Stern et Die Woche.
Pendant ses dernières années, il a distribué des films de catch et produit le film pornographique Strip & Fick.
Il est décédé d'un cancer en 2002.

## Filmographie
- 1974 : Axel von Auersperg de Rosa von Praunheim (acteur)
- 1975 : Monolog eines Stars (acteur)
- 1975 : Betörung der blauen Matrosen (acteur)
- 1977 : Madame X – Eine absolute Herrscherin d'Ulrike Ottinger (acteur et assistant-réalisateur)
- 1979 : Execution – A Study of Mary (acteur)
- 1980 : Taxi zum Klo (acteur, auteur, réalisateur)
- 1982 : Querelle (acteur)
- 1982 : Macumba d'Elfi Mikesch (acteur)
- 1982 : Kamikaze 1989 (acteur)
- 1986 : Miko – Aus der Gosse zu den Sternen (réalisateur et acteur)
- 1987 : Taxi nach Kairo (réalisateur et acteur)
- 2001 : Strip & Fick (réalisateur et producteur)